# Oswiu
Oswiu (circa 612 – 15 februari 670) was koning van Bernicia van 642 tot 655 en koning van heel Northumbria van 655 tot aan zijn dood. Hij was een zoon van koning Aethelfrith en diens derde vrouw.
Na de dood van zijn vader in 616 vluchtte zijn familie met hem naar het hof van koning Eochaid Buide van Dalriada. Deze stuurde Oswiu naar een klooster op Iona waar hij zich tot het christendom bekeerde.
In 642 volgde hij zijn halfbroer Oswald van Northumbria op als koning van Northumbria. Zijn aanspraak op de troon werd echter niet erkend in Deira, een van de twee koninkrijken die samen Northumbria vormden. In Bernicia, het andere koninkrijk waaruit Northumbria bestond, werd hij wel als koning erkend. Oswiu probeerde de eenheid in Northumbria te herstellen door Oswins nicht Eanfled, dochter van Edwin van Northumbria, te huwen. Dit huwelijk had niet het gewenste resultaat en Northumbria bleef verdeeld. Meer dan tien jaar lang volgden er regelmatig gewapende conflicten tussen Bernicia en Deira. Daarnaast kreeg Oswiu ook te kampen met koning Penda van Mercia.
Uiteindelijk versloeg hij zijn tegenstanders in 655 en kon hij zich koning van heel Northumbria noemen.
Vervolgens breidde hij zijn macht verder uit: Mercia kwam een aantal jaar onder zijn bewind, zijn troepen vielen het koninkrijk Pengwern binnen en hij deed een inval in de gebieden van de Picten.
Tijdens zijn regeerperiode had hij niet alleen te maken met militaire conflicten maar ook op godsdienstig vlak staken conflicten de kop op. In een poging om een einde te maken aan een onenigheid tussen de aanhangers van het Keltische christendom en de voorstanders van de Rooms-Katholieke Kerk, liet hij in 664 de Synode van Whitby bijeen roepen.
Oswiu overleed in 670 en werd begraven in de abdij van Whitby.